# 塞巴斯蒂安·塞德尔
塞巴斯蒂安·塞德尔（德語：Sebastian Seidl，1990年7月12日—），德国男子柔道运动员。他曾代表德国参加2016年和2020年夏季奥林匹克运动会柔道比赛，其中2020年奥运会获得一枚铜牌。